# The Christmas Project
The Christmas Project é o quinto álbum de estúdio do cantor John Schlitt, lançado em 2013.

## Faixas
1. "Hallelujah Chorus" (George Frideric Handel, 1741)
2. "Do You Hear What I Hear" (Noel Regney e Gloria Shayne Baker)
3. "Little Drummer Boy" (Katherine K. Davis, Henry V. Onorati e Harry Simeone)
4. "O Holy Night" ( John Dwight e Adolphe Adam, 1847))
5. "God Rest Ye Merry Gentlemen" (autor desconhecido, publicado por William B. Sandys, 1833)
6. "Good Christian Men Rejoice" (J.M. Neal, 1853)
7. "That Spirit of Christmas" (M. John, J. Webster e P. Davison)
8. "We Three Kings" (John Henry Hopkins, Jr., 1857)
9. "What Christmas Needs to Be" (John Schlitt, Dan Needham e George Cocchini)
10. "What Child Is This" (William C. Dix, 1865)